# 하트리 (단위)
하트리(hartree, 단위 Eh 또는 Ha) 또는 하트리 에너지(Hartree energy)는 더글러스 하트리의 원자 단위계에서의 에너지 단위로, 2R∞hc로서 정의된다. 하트리의 CODATA 값은 Eh = 4.3597447222071(85)×10−18 J = 27.211386245988(53) eV이다.
하트리 에너지는 대략 수소 원자가 바닥 상태에 있을 때 전기적 위치 에너지의 양과 같으며, 비리얼 정리에 따라 이온화 에너지의 두 배이다.수소 원자핵의 질량이 유한하고 상대론적 효과 때문에 정확하게 일정하지는 않다.
하트리는 원자물리학과 계산화학에서 에너지의 단위로 주로 사용하지만, 원자 크기의 에너지는 전자볼트(eV)나 역길이(cm−1)를 더 많이 사용한다.

## 관계
{\displaystyle E_{\mathrm {h} }={\hbar ^{2} \over {m_{\mathrm {e} }a_{0}^{2}}}=m_{\mathrm {e} }\left({\frac {e^{2}}{4\pi \epsilon _{0}\hbar }}\right)^{2}=m_{\mathrm {e} }c^{2}\alpha ^{2}={\hbar c\alpha  \over {a_{0}}}}
= 2 Ry
≜ 27.211386245988(53) eV
≜ 4.3597447222071(85)×10−18 J
≜ 4.3597447222071(85)×10−11 erg
≜ 2625.4996394799(50) kJ/mol
≜ 627.5094740631(12) kcal/mol
≜ 219474.63136320(43) cm−1
≜ 6579.683920502(13) THz
≜ 315775.02480407(61) K
ħ: 디랙 상수,
me: 전자의 정지 질량,
e: 기본 전하,
a0: 보어 반지름,
ε0: 전기 상수,
c 진공에서의 빛의 속력,
α: 미세 구조 상수.
보어 반지름 {\displaystyle a_{0}}이 {\displaystyle a_{0}={\frac {4\pi \varepsilon _{0}\hbar ^{2}}{m_{\mathrm {e} }e^{2}}}={\frac {\hbar }{m_{\mathrm {e} }c\alpha }}}로 정의되기 때문에, 가우스 단위 {\displaystyle 4\pi \varepsilon _{0}=1}를 사용해 하트리 에너지를 {\displaystyle E_{\mathrm {h} }=e^{2}/a_{0}}로 적을 수 있다. 유효 하트리 단위는 반도체 물리에서 {\displaystyle e^{2}}를 {\displaystyle e^{2}/\epsilon }로서({\displaystyle \epsilon }는 정적 유전 상수), 전자 질량을 유효띠 질량 {\displaystyle m^{*}}으로서 대체하여 사용한다. 반도체에서의 유효 하트리 에너지는 밀리전자볼트(meV)로 측정할 정도로 작아진다.